# It Snows in Hell
«It Snows in Hell» — сингл группы Lordi из альбома The Arockalypse, вышедший 5 декабря 2006 года. Партию соло-гитары в песне исполнил Брюс Кулик, бывший гитарист Kiss с 1984 по 1996 год. В конце 2006 года группа выпустила сингл в виде рождественской открытки.
Клип на песню вышел 17 декабря 2006 года. В клипе отображено средневековье и охота на ведьм. В начале видео девушка пытается написать письмо Мистеру Лорди. Когда она завершила писать письмо, её дом подвергся нападению других жителей, считающих, что она психически больна или заколдована. Жители решают сжечь её на костре, но появляется Мистер Лорди, отгоняя деревенских жителей, и решает спасти её. Также в клипе можно заметить ошибку: девушка наклеивает на конверт почтовую марку; средневековье было около 500-1400 лет назад, а почтовая марка появилась в 1840 году.

## Список композиций
1. «It Snows in Hell» (сингл-версия)
2. «EviLove»

## Участники записи
- Mr. Lordi — вокал
- Amen — ритм-гитара
- Kalma — бас-гитара
- Awa — клавишные
- Kita — ударные, бэк-вокал
- Брюс Кулик - гитарное соло

## Позиции в чартах
| Год  | Чарт  | Неделя | Позиция |
| ---- | ----- | ------ | ------- |
| 2006 | Top20 | 50     | 2       |
| 2006 | Top20 | 51     | 4       |
| 2006 | Top20 | 52     | 14      |
| 2007 | Top20 | 1      | 8       |
| 2007 | Top20 | 2      | 19      |